# Ojkanje
Ojkanje és un cant tradicional polifònic a dos veus originari de la regió dàlmata a l'interior de Croàcia. Inscrit el 2010 a la Llista del Patrimoni Cultural Immaterial que necessita mesures urgents de salvaguarda. Els intèrprets poden ser dos o més homes o dones. Es caracteritza per tenir una vibració peculiar que es fa amb la gola i fins que el o la cantant aguanti la respiració. Les escales de la melodia són limitades i essencialment cromàtiques. Els temes són diversos des de l'amor, fins a temes d'actualitat polítics i socials. Aquest cant, com molts altres tradicionals es transmeten entre generacions gràcies a persones que estan ben dotades per interpretar-los y que formen grups que transmeten aquestes tradicions. Però la immigració, el despoblament de zones rurals, on són més populars aquests cants, i el canvi en la manera de viure fan difícil la seva permanència i cada vegada hi ha menys intèrprets dotats per aquest tipus de cants. Els mitjans audiovisuals actuals també estan fent una bona feina ajudant a la transmissió només oral o que es pugui fer en grups folklòrics que són els que realment estan fent una gran feina per mantenir aquestes tradicions.